# Sematophyllum lonchophyllum
Sematophyllum lonchophyllum là một loài Rêu trong họ Sematophyllaceae. Loài này được (Mont.) J. Florsch. miêu tả khoa học đầu tiên năm 1990.